# Onobrychis ferganica
Onobrychis ferganica là một loài thực vật có hoa trong họ Đậu. Loài này được (Sirj.) Grossh. miêu tả khoa học đầu tiên.